# Korrey Henry
Korrey Emmeka Henry (born 28 tháng 11 năm 1999) là một cầu thủ bóng đá người Anh thi đấu ở vị trí tiền đạo cho Braintree Town.

## Sự nghiệp
Ngày 22 tháng 7 năm 2018, sau khi giải phóng hợp đồng với West Ham United, Henry ký hợp đồng với đội bóng Yeovil Town với thời hạn 1 năm. Ngày 11 tháng 8 năm 2018, Henry ra mắt tại English Football League cho Yeovil ở vị trí dự bị trong trận hòa 2–2 trước Mansfield Town.
Ngày 14 tháng 9 năm 2018, Henry gia nhập câu lạc bộ Poole Town ở giải Southern League Premier Division South trong bản hợp đồng có thời hạn 1 tháng.
Ngày 1 tháng 2 năm 2019, Henry hủy hợp đồng với Yeovil do sự đồng thuận hai bên sau khi chỉ có 5 lần ra sân cho câu lạc bộ. Henry sau đó ký hợp đồng với Braintree Town của  National League đến hết mùa giải.

## Thống kê sự nghiệp
Tính đến trận đấu diễn ra ngày 6 tháng 4 năm 2019
| Câu lạc bộ          | Mùa giải            | Giải vô địch           | Giải vô địch | Giải vô địch | Cúp FA | Cúp FA | EFL Cup | EFL Cup | Khác | Khác | Tổng | Tổng |
| Câu lạc bộ          | Mùa giải            | Hạng đấu               | Trận         | Bàn          | Trận   | Bàn    | Trận    | Bàn     | Trận | Bàn  | Trận | Bàn  |
| ------------------- | ------------------- | ---------------------- | ------------ | ------------ | ------ | ------ | ------- | ------- | ---- | ---- | ---- | ---- |
| Yeovil Town         | 2018–19             | League Two             | 4            | 0            | 0      | 0      | 1       | 0       | 0    | 0    | 5    | 0    |
| Poole Town (mượn)   | 2018–19             | Southern Premier South | 2            | 3            | —      | —      | —       | —       | 1    | 1    | 3    | 4    |
| Braintree Town      | 2018–19             | National League        | 11           | 4            | —      | —      | —       | —       | 0    | 0    | 11   | 4    |
| Tổng cộng sự nghiệp | Tổng cộng sự nghiệp | Tổng cộng sự nghiệp    | 17           | 7            | 0      | 0      | 1       | 0       | 1    | 1    | 19   | 8    |

1. ↑  Dorset Senior Cup